# Вахрушев Василь Васильович
Васи́ль Васи́льович Ва́хрушев (рос. Василий Васильевич Вахрушев; 15 (28) лютого 1902 — 13 січня 1947) — радянський державний діяч, перший народний комісар вугільної промисловості СРСР. Герой Соціалістичної Праці (1943). Член ЦК ВКП(б) у 1939—1947. Депутат Верховної Ради СРСР 1—2-го скликань.

## Життєпис
Народився 28(15) лютого 1902 року в Тулі в родині робітника. Росіянин. У дитячому віці залишився сиротою, виховувався в родині маминої подруги. Закінчив 3 класи церковнопарафіяльної школи й розпочав трудову діяльність учнем слюсаря. В роки Першої світової війни працював помічником слюсаря Тульської фабрики самоварів.
1917 року пристав до лав більшовиків, був одним із організаторів районної організації Спілки робітничої молоді. З 1917 року — комендант, а з 1918 року — помічник директора тульського заводу «Соціаліст».
У 1919 році добровільно вступив до лав Червоної армії, брав участь у Громадянській війні в Росії.
Після демобілізації у 1921 році повернувся в Тулу, працював секретарем Тульської губернської контрольної комісії РКП(б), одночасно був членом губкому та губвиконкому.
З 1923 по 1926 роки — начальник Тульського губернського карного розшуку.
У 1926—1927 роках — директор Тульського промислового комбінату «Тулашвейвата».
З 1927 по 1930 роки працював директором Косогорського металургійного заводу. В цей час на заводі проведено реконструкцію, відновлено другу доменну піч, організовано видобуток руди на Киреєвському руднику.
У січні 1931 року В. В. Вахрушев призначається заступником директора Тверського вагонобудівного заводу, а у серпні того ж року — директором Каширської ГРЕС.
З 1936 року — начальник тресту «Мосенергобуд», з 1937 року — заступник начальника Всесоюзного тресту «Главенерго» й, одночасно, керуючий трестом «Мосенерго».
З серпня 1937 по вересень 1938 року — народний комісар місцевої промисловості РРФСР. У вересні 1938 року В. В. Вахрушев призначений заступником Голови Ради народних комісарів РРФСР. З 29 липня 1939 по 2 червня 1940 року — голова Ради Народних Комісарів РРФСР.
У жовтні 1939 року очолив новостворений народний комісаріат вугільної промисловості СРСР. В роки німецько-радянської війни провів значну роботу з евакуації гірнічовидобувного обладняння на схід СРСР, по створенню нових районів промислового видобутку вугілля на Кузбасі, в північному Казахстані, на Далекому Сході й у Комі АРСР.
Після розділення Міністерства вугільної промисловості СРСР за територіальним принципом, у січні 1946 року призначений міністром Вугільної промисловості західних районів СРСР. Основним завданням Міністерства було відновлення зруйнованих вугільних шахт Донбасу.
Помер на робочому місці внаслідок інфаркту міокарда 13 січня 1947 року в Москві. Урна з прахом встановлена в Кремлівській стіні.

## Нагороди
Указом Президії Верховної Ради СРСР від 30 вересня 1943 року за особливі заслуги в галузі видобування вугілля й забезпечення оборонної промисловості паливом у складних умовах воєнного часу, Василю Васильовичу Вахрушеву присвоєне звання Героя Соціалістичної праці з врученням ордена Леніна та золотої медалі «Серп і Молот» (№ 83).
Був нагороджений двома орденами Леніна (07.07.1935, 30.09.1943), орденом Трудового Червоного Прапора (14.04.1942) і медалями.

## Пам'ять
На честь В. В. Вахрушева названо місто Вахрушеве (Луганська область), селища Вахрушев (Сахалінська область, Росія) і Вахрушево (нині в межі міста Копєйськ, Челябінська область, Росія), а також вулиці, шахти і підприємства в Україні й Росії.